# 藤原菅継
藤原 菅継（ふじわら の すがつぐ/すげつぐ）は、奈良時代の貴族。藤原式家、藤原綱手の子。官位は従四位下・右京大夫。

## 経歴
宝亀4年（773年）従六位下から一挙に四階昇進して従五位下に叙爵し、翌宝亀5年（774年）常陸介に任ぜられる。宝亀8年（777年）兵部少輔。天応元年（781年）4月光仁天皇が危篤に陥ると、固関のために越前国愛発関に遣わされた。
桓武朝に入り、延暦2年（783年）従五位上に叙せられると、同年主計頭次いで右大舎人頭、翌延暦3年（784年）治部大輔次いで大宰少弐と、短期間の内に内外の官職を転々とする。こののち、延暦5年（786年）正五位下、延暦8年（789年）従四位下・右京大夫に叙任される等順調に昇進する一方、同年12月の皇太后・高野新笠の葬儀の御葬司を、延暦9年（790年）皇后・藤原乙牟漏の葬儀の山作司をそれぞれ務めた。
延暦10年（791年）5月20日卒去。最終官位は右京大夫従四位下。

## 官歴
『続日本紀』による。
- 時期不詳：従六位下
- 宝亀4年（773年） 正月7日：従五位下（越階）
- 宝亀5年（774年） 9月4日：常陸介
- 宝亀8年（777年） 正月25日：兵部少輔
- 天応元年（781年） 5月25日：民部少輔
- 延暦2年（783年） 正月16日：従五位上。7月25日：主計頭。11月12日：右大舎人頭
- 延暦3年（784年） 4月2日：治部大輔。7月13日：大宰少弐
- 延暦5年（786年） 正月7日：正五位下
- 延暦8年（789年） 正月6日：従四位下。3月16日：右京大夫。12月29日：御葬司（皇太后・高野新笠崩御）
- 延暦9年（790年） 3月26日：陰陽頭。閏3月11日：山作司（皇后・藤原乙牟漏崩御）
- 延暦10年（791年） 5月20日：卒去（右京大夫従四位下）

## 系譜
『尊卑分脈』による。
- 父：藤原綱手
- 母：秦朝元の娘
- 生母不詳の子女
  - 男子：藤原真野麻呂
  - 男子：藤原葛成
  - 男子：藤原葛守
  - 男子：藤原宗成